# Jekatyerina Dmitrijevna Alekszandrovszkaja
Jekatyerina Dmitrijevna Alekszandrovszkaja (oroszul: Екатери́на Дми́триевна Алекса́ндровская; 2000. január 1. – 2020. július 17.) junior világbajnok orosz-ausztrál műkorcsolyázó.

## Sportpályafutása

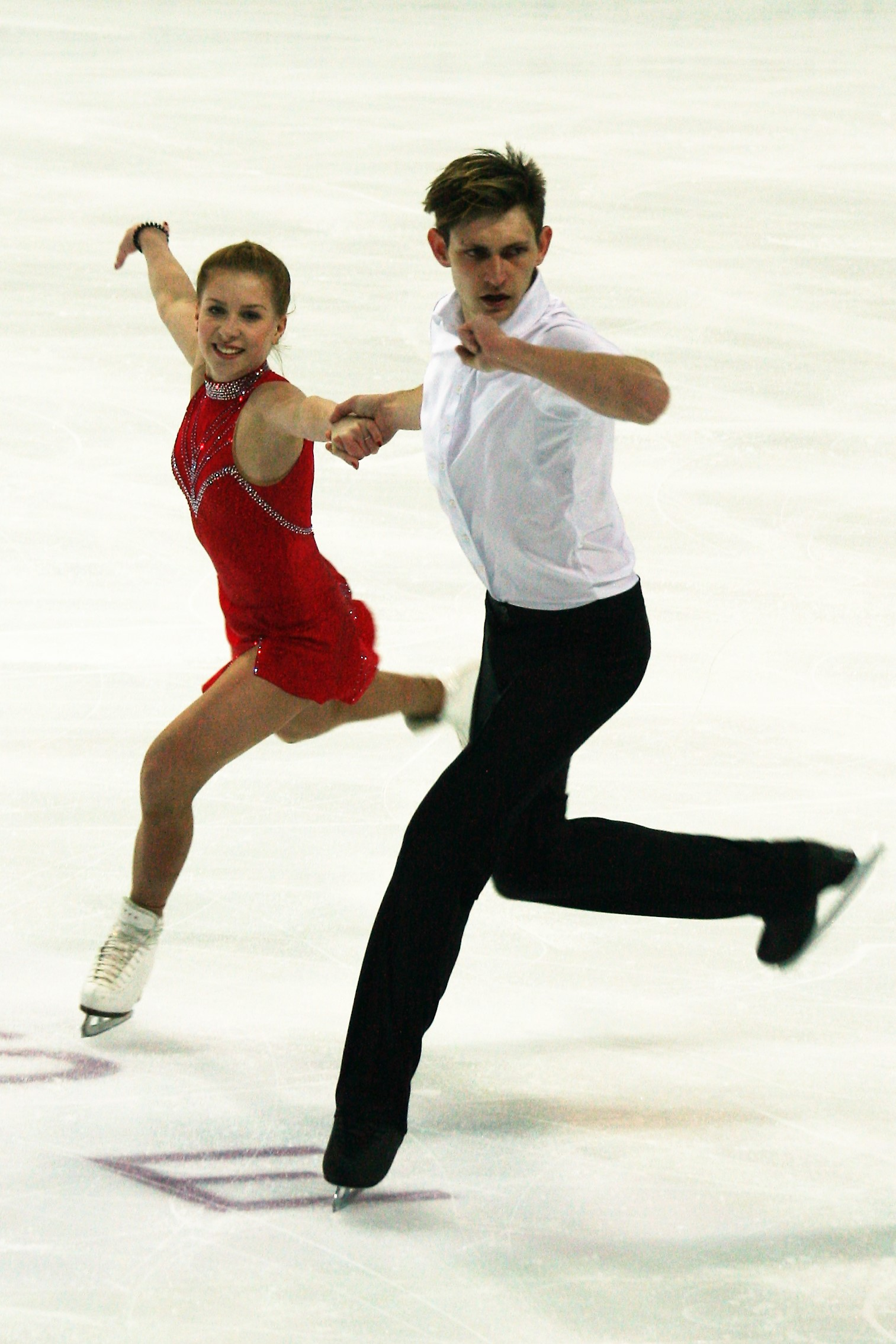
Alekszandrovszkaja és Windsor a 2016-2017-es Junior Grand Prix döntőjében

Pályafutását 2004-ben kezdte. 2011 és 2012 között jellemzően egyedül indult versenyeken, az ezt követő időszakban azonban mindinkább a páros versenyekre koncentrált, első párja Vlagyiszlav Liszoj volt a 2012–2013-as szezonban, majd a 2014–2015-ös és 2015–2016-os szezonokban Alekszandr Jepifanovval lépett jégre.
Edzője, Nyina Mozer javaslatára 2015 decemberében indult először párban egy versenyen az ausztrál Harley Windsorral, aki az első ausztrál származású műkorcsolyázó volt a sportág történetében, aki téli olimpián szerepelt.
Az Ausztrál Műkorcsolya-szövetség kérésére és Mozer közbenjárásával az orosz szövetség engedélyezte, hogy a páros ausztrál színekben versenyezzen a továbbiakban.
Alekszandrovszkaja és Windsor edzéseik nagy részét Moszkvában végezték. Nemzetközi debütálásukra 2016 szeptemberének elején került sor a csehországi Ostravában rendezett Junior Grand Prix alkalmával. A rövid program 6., majd a szabad program 9. helyezése után összesítésben a 8. helyen zártak. Ugyanebben a hónapban Észtország fővárosában, Tallinnban is rendeztek egy Junior Grand Prix fordulót, amelyet a páros magabiztos teljesítménnyel nyert meg.
A felnőtt mezőnyben 2016 októberében debütáltak a Nemzetközi Korcsolyázó Szövetség (ISU) Challenger Series elnevezésű sorozat finnországi állomásán, ahol hatodik helyen végeztek. Decemberben a pár az 5. helyen végzett Franciaországban, a Junior Grand Prix döntőjében. Windsor 2017 januárban térdsérülést szenvedett.
2017 márciusában együtt indultak a Tajpejben rendezett junior műkorcsolya- és jégtánc-világbajnokságon, ahol a rövid programban a harmadik, a szabad programban pedig a második helyet szerezték meg, összesítésben pedig 2,05 ponttal előzték meg a második helyen záró orosz párost. Ők lettek az első Ausztráliát képviselő páros, akik aranyat nyertek az ISU műkorcsolya- és jégtánc-világbajnokságán, és az Elizabeth Cain/Peter Cain duó 1976-os bronzérmes szereplése óta az első ausztrál színekben versenyző páros, akik dobogóra állhattak a junior világbajnokságon. Pár héttel később a Helsinkiben rendezett felnőtt világbajnokságon a 16. helyen zártak.
Ezt követően Alekszandrovszkaja és Windsor Montréalba költözött, hogy a Richard Gauthier, Bruno Marcotte páros irányításával folytathassák a felkészülést. A szezont a Salt Lake Cityben rendezett US Classic bronzérmével kezdték, azonban mindketten egészségügyi és állóképességbeli problémákkal küzdöttek a verseny alatt. 2018-ban bemutatkoztak a felnőttek Grand Prix mezőnyében is, azonban a Négy Kontinens tornát és a világbajnokságot Windsor sérülése miatt ki kellett hagyniuk.
A 2019–2020-as szezont megelőzően a páros visszaköltözött Sydney-be, ahol Andrej Hekalo felelt a további felkészítésükért. Hónapokon át tartó kísérletezés után megoldást találtak Windsor lábgyulladására, amely lehetővé tette számukra, hogy folytassák a edzéseket és visszatérhessenek a jégre. A Nebelhorn Trophyn kilencedikek, a Skate Americán hetedikek lettek.
A szezon későbbi részében több versenytől is visszaléptek, majd bár neveztek a 2020-as Négy Kontinens tornára, Winsdor júliusban bejelentette, hogy a páros nem lép többé együtt jégre, miután Alekszandrovszkaja egészségügyi problémákra hivatkozva visszavonult. Nem sokkal később a páros edzője egy nyilatkozatában megemlítette, hogy Alekszandrovszkaja az év elején epilepsziás rohamokkal küzdött és végül ez vezetett a döntéséhez.

## Magánélete
Alekszandrovszkaja 2000. január 1-jén született Moszkvában. Édesapja 2015-ben hunyt el. 2017 októberében kapott ausztrál állampolgárságot. Élete során depresszióval küzdött, 2020 januárjában epilepsziával kezelték.

## Halála
2020. július 17-én öngyilkosságot követett el, kiugrott moszkvai otthonának ablakából. Egyetlen levelet hagyott hátra, amelyben egy üzenet állt: "Szeretlek!"<

## Programjai

### Windsorral
| Szezon    | Rövid program                                                 | Szabad program | Kűr                                 |
| --------- | ------------------------------------------------------------- | --- | ----------------------------------- |
| 2019–2020 | - Never Tear Us Apart by Joe Cocker choreo. by Julie Marcotte | - Adagio of Spartacus and Phrygia (Spartacus) by Aram Hacsaturján choreo. by Julie Marcotte                                                                                      |                                     |
| 2018–2019 | - Never Tear Us Apart by Joe Cocker choreo. by Julie Marcotte | - Adagio of Spartacus and Phrygia (Spartacus) by Aram Hacsaturján choreo. by Julie Marcotte - Por una Cabeza by Carlos Gardel, Alfredo Le Pera choreo. by Massimo Scali          |                                     |
| 2017–2018 | - Paint It Black by Hidden Citizen choreo. by Igor Tyinijaev  | - A Maszk - Tango in the Park by Randy Edelman - This Business of Love by Domino - You Would Be My Baby by Vanessa Williams - Hey! Pachuco! by Straight Up choreo. by Irina Zsuk | - Sign of the Times by Harry Styles |
| 2016–2017 | - Skyfall by Adele                                            | - W.E. by Abel Korzeniowski |                                     |